# Municipio de San Miguel Tlacotepec
El municipio de San Miguel Tlacotepec (en náhuatl: Tlacotl: partidura, mitad; Tepetl: cerro, ‘cerro partido o en medio del cerro’), es un municipio de 4,000 habitantes situado en el Distrito de Juxtlahuaca, Oaxaca, México.
Limita al norte con Ixpantepec Nieves y Santos Reyes Tepejillo; al sur con Sebastián Tecomaxtlahuaca; al oriente Juxtlahuaca; al poniente con San Sebastián Tecomaxtlahuaca y Santiago del Río.

## Demografía
En el municipio habitan 3,164 personas, 16% habla una lengua indígena. El municipio tiene un grado de marginación y de rezago social alto.

## Historia
Existe en el cerro de las Calaveras o Yundova, en mixteco, un sitio arqueológico con tres tumbas,
La Parroquia de San Miguel Arcángel se fundó en 1646.
Posiblemente fue cabecera de Ixpantepec de las Nieves y Santos Reyes Tepejillo.

## Organización
En el municipio se encuentran las siguientes localidades: 
| Nombre de la localidad              | Población 2010 |
| San Miguel Tlacotepec               | 1,621          |
| Santiago Nuxaño                     | 522            |
| San Martín Sabinillo                | 424            |
| Xinitioco                           | 129            |
| Guadalupe Nucate                    | 123            |
| Yosondalla                          | 90             |
| Altavista                           | 74             |
| Vista Hermosa                       | 57             |
| La Reforma                          | 47             |
| Barrio Tierra Azul (Cuarta Sección) | 47             |
| Colonia San Ramos (Colonia Reforma) | 43             |
| Agua Buena                          | 23             |
| Barrio Para Abajo                   | 13             |
| El Puente                           | 5              |
| Rancho Nuevo                        | 3              |